# Schiebrug (Rotterdam)
De Schiebrug (vroeger bekend als de Hofbrug) was een vaste brug over de Rotterdamse Schie in de Nederlandse stad Rotterdam. De brug kwam aan de naam omdat dit destijds de belangrijkste brug over de Rotterdamse Schie was. Onduidelijk is wanneer de eerste brug is gemaakt, maar de oudste prenten waarop de brug te zien is dateren al van de 18e eeuw. De eeuwenoude brug werd vervangen in 1906, en gesloopt in 1940, nadat het nieuwe herinrichtingsplan van het Hofplein was goedgekeurd door de Rotterdamse raad, omdat de Rotterdamse Schie in het centrum werd gedempt, waardoor de brug overbodig werd.

## Geschiedenis
De Schiebrug was een van de oudste bruggen van Rotterdam. Het is niet duidelijk wanneer deze brug precies is gebouwd, maar de oudste nog bestaande prenten laten zien dat de brug al in de achttiende eeuw bestond, nabij de Delftsche Poort. In die periode stond de brug bekend als de Hofbrug, vernoemd naar de oude poort met vergelijkbare naam die destijds in de stad aanwezig was.
Op donderdag 17 januari 1895 besloot de Rotterdamse gemeenteraad om 1100 gulden te besteden voor de aanleg van een nieuwe houten voetgangersbrug naast de Schiebrug, nabij de Delftsche Poort en over de Schiekolk. Dit werd gedaan om de brug veiliger te maken voor het overige verkeer van die tijd.
In het begin van de jaren tien van de twintigste eeuw begon de Schiebrug problemen te veroorzaken. De brug was te klein geworden voor het nieuwe autoverkeer, maar ook de nieuwe elektrische tram bleek te zwaar. In een gemeenteraadszitting op 23 maart 1905 werd besloten tot de sloop van de originele brug en de constructie van een nieuwe. De bouw (inclusief grondwerken) kostte in totaal 62.500 gulden, waarvan 30.000 gulden door de RET bekostigd werden. Voor het voetgangersverkeer alsmede de paardentrams, werden twee noodbruggen van hout aangelegd zodat zij ongehinderd hun weg konden vervolgen tijdens de werkzaamheden. De eerste werkzaamheden begonnen op 27 juni 1905 en werden voltooid in eind maart of begin april 1906.
Tijdens de voetbalwedstrijd van het Nederlands elftal tegen het Belgisch elftal voor de Olympische Zomerspelen van 1920 kwamen honderden mensen naar de omgeving van de Rotterdamse Schie, het Hofplein en de Schiebrug om de wedstrijd te volgen. Veel mensen stonden op de brug en sommigen zaten zelfs op de balustrades om een plekje te bemachtigen.
Nadat de Rotterdamse gemeenteraad had besloten om het plan van Willem Gerrit Witteveen voor de reconstructie van het Hofplein in 1938 en de demping van de Rotterdamse Schie op 22 juni 1939 goed te keuren, was het einde van de Schiebrug nabij. De sloop van de brug geschiedde in twee fases. Sloopwerkzaamheden begonnen in oktober van 1939 met de verwijdering van de balustrades en eindigden vermoedelijk in april 1940 met de laatste verwijderingen van de funderingen, een maand voor het bombardement op de stad op 14 mei 1940.
In 1973 werden restanten van de Schiebrug bij het naoorlogse Hofplein gevonden. Omdat het Shell-gebouw in de omgeving wilde uitbreiden, werden ook deze restanten gesloopt.

## Vormgeving
De originele Schiebrug was een simpele brug; deze bestond uit een weg die verbonden werd door middel van een ijzeren plaat aan de zijde waar de Rotterdamse Schie kruiste, met aan de zijkant twee versierde balustrades die van gietijzer waren gemaakt. Aan een zijde was de uiterste buitenbalustrade echter gemaakt van hout. Bij de vervanging van de oude brug veranderde de architectuur van de Schiebrug significant. De brug werd tweemaal zo breed als het origineel en kreeg twee doorvaartopeningen die vijf meter breed waren. De balustrades waren gemaakt van hardsteen en hadden de vorm van pilaren, vergelijkbaar met pilaren in de Franse stijl. Aan beide brughoofden stonden twee grote pilaren in twee verschillende vormen; aan de kant van de Rotterdamse Schie waren de pilaren cirkelvormig, aan de kant van de Schiekolk bij de Delftsche Poort waren ze rechthoekig. De leuningen van de Schiebrug bleken vrij wijd voor die tijd, waardoor het soms als leestafel gebruikt werd voor de mensen die de krant wilde lezen.